# Бурстин, Дэниел Джозеф
Дэ́ниел Джо́зеф Бу́рстин (англ. Daniel Joseph Boorstin; 1 октября 1914, Атланта, штат Джорджия, США — 18 февраля 2004, Вашингтон, США) — американский историк и публицист, 12-й директор библиотеки Конгресса США (1975—1987).

## Биография
Родился в Атланте, штат Джорджия, в еврейской семье. Отец был адвокатом. Затем семья переехала в город Талса, штат Оклахома. Окончил среднюю школу в 15 лет. В 1934 году окончил с отличием Гарвардский университет. По стипендии Родса учился в Баллиол-колледже Оксфордского университета (1934—1937). Окончил его с двумя дипломами: бакалавр; бакалавр права. В 1940 году окончил Йельский университет (доктор права).
В 1938—1942 годах работал репетитором, лектором, преподавателем в Гарвардском университете и Редклифф-колледже. В 1942—1944 годах в Суортмор-колледже. В 1944—1969 годах в Чикагском университете (с 1956 года — профессор, с 1964 года — заслуженный профессор). В 1964—1965 учебном году занимал должность Питтского профессора американской истории и институтов в Кембриджском университете.
В молодости бывший членом Коммунистической партии США, в 1953 году Бурстин быстро пошёл на сотрудничество с Комиссией по расследованию антиамериканской деятельности и сдал имена бывших товарищей по ячейке (за что затем его лекции бойкотировали некоторые студенты). Перейдя на консервативные позиции и политически, и теоретически, Бурстин наряду с такими историками, как Ричард Хофстедтер, Клинтон Росситер и Луис Харц, считается представителем «школы консенсуса», подчёркивавшей единство американской нации и затушёвывавшей классовую борьбу и социальные конфликты.
В 1969—1973 годах директор Национального музея американской истории при Смитсоновском институте.
В 1975—1987 годах директор библиотеки Конгресса США.

## Премии
- 1959 год — Премия Бэнкрофта за книгу «Американцы: колониальный опыт».
- 1966 год — Премия Фрэнсиса Паркмана за книгу «Американцы: национальный опыт».
- 1974 год — Пулитцеровская премия (в номинации «книга по истории») за книгу «Американцы: демократический опыт[англ.]».

## Книги
- The Mysterious Science of the Law: An Essay on Blackstone’s Commentaries (1941)
- The Lost World of Thomas Jefferson (1948)
- The Genius of American Politics (University of Chicago Press, 1953) ISBN 0226064913
- The Americans: The Colonial Experience (1958)
- America and the Image of Europe: Reflections on American Thought (1960)
- A Lady’s Life In The Rocky Mountains: Introduction (1960)
- The Image: A Guide to Pseudo-events in America[англ.] (1962)
- The Americans: The National Experience (1965)
- The Landmark History of the American People: From Plymouth to Appomattox (1968)
- The Decline of Radicalism: Reflections of America Today (1969)
- The Landmark History of the American People: From Appomattox to the Moon (1970)
- The Sociology of the Absurd: Or, the Application of Professor X (1970)
- The Americans: The Democratic Experience (1973)
- Democracy and Its Discontents: Reflections on Everyday America (1974)
- The Exploring Spirit: America and the World, Then and Now (1976)
- The Republic of Technology (1978)
- A History of the United States with Brooks M. Kelley and Ruth Frankel (1981)
- The Discoverers: A History of Man's Search to Know His World and Himself[англ.] (1983)
- Hidden History (1987)
- The Creators: A History of Heroes of the Imagination[англ.] (1992)
- Cleopatra’s Nose: Essays on the Unexpected (1994)
- The Seekers: The Story of Man's Continuing Quest to Understand His World[англ.] (1998)